# 최태진
최태진(1961년 5월 14일 ~ )은 대한민국의 전 축구 선수 및 지도자이다. 고려대학교를 졸업하였다. 현역 시절 포지션은 수비수였다.

## 선수 경력
최태진은 1985년에 대우 로얄즈에 입단했다. 1985년 5월 1일 럭키금성 황소와의 경기에서 K리그 데뷔골을 기록했다. 데뷔 시즌임에서 1985시즌 21경기에 출전하며 전경기 출장을 이루어냈다.
1989시즌을 앞두고 럭키금성 황소에 입단했으며 이적 2년째인 1990년 3월 25일 포철과의 경기에서 이 해 시즌 7번째 골을 기록한 공로로 최초 게토레이상 수상자가 됐으나  1년 만에 폐지됐다.

## 수상 내역

### 선수

#### 클럽
대우 로얄즈
- K리그

● 우승 (1): 1987
- 전국축구선수권대회

● 준우승 (1): 1988
- 리그컵

● 준우승 (1): 1986
- 종별실내축구대회

● 준우승 (1): 1985
- 아시안 클럽 챔피언십

● 우승 (1): 1985
- 아프로-아시안 클럽 챔피언십

● 우승 (1): 1986
 럭키금성 황소･LG 치타스
- K리그1

● 우승 (1): 1990
● 준우승 (1): 1989
- 리그컵

● 준우승 (1): 1992

#### 개인
- 1988년  K리그1 베스트 11 df 선정
- 1990년  K리그1 베스트 11 df 선정